# تاريخ اليهود في آسيا الوسطى

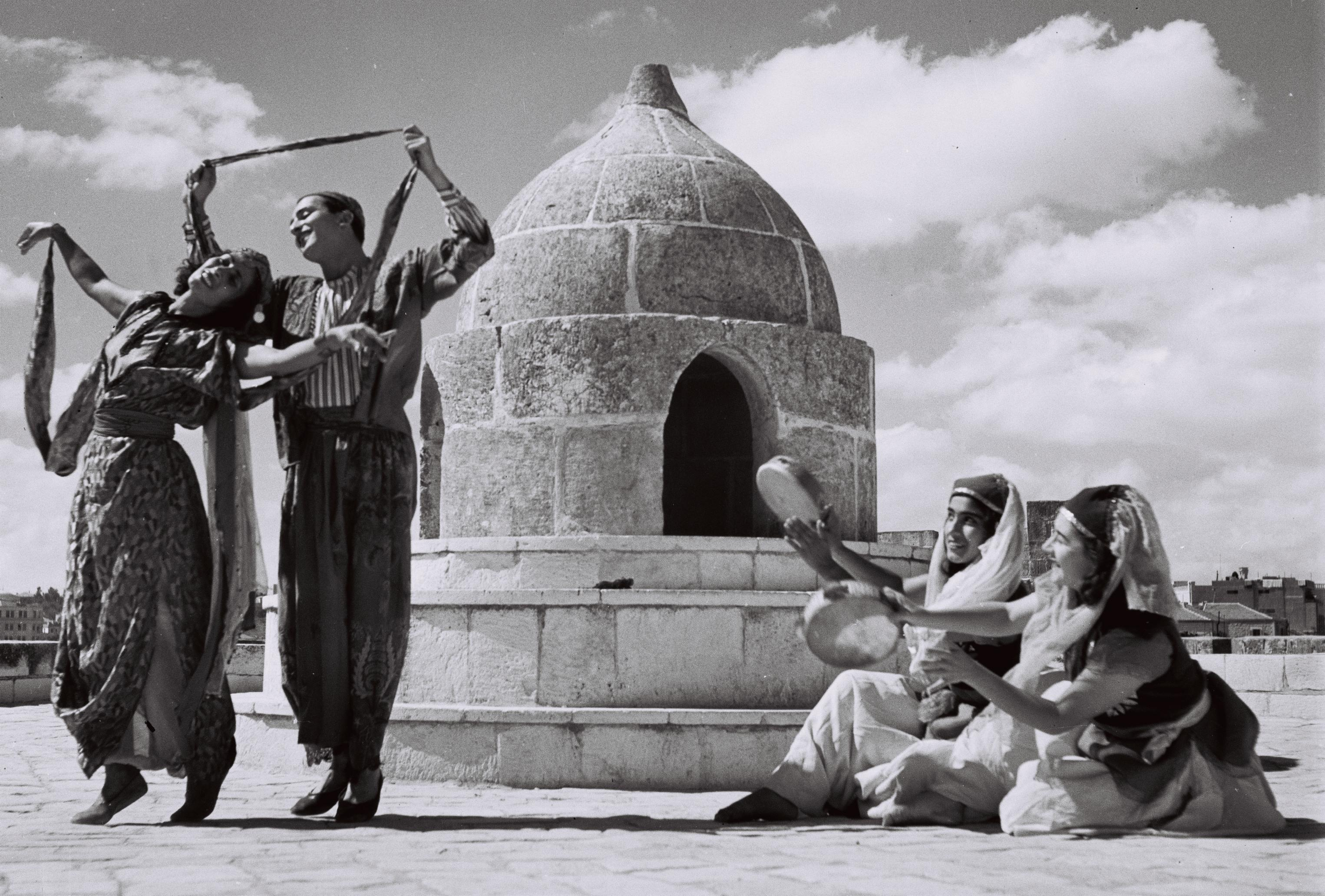
رقصة بخارية يؤديها أعضاء فرقة رينا نيكوفا للباليه في القلعة في القدس

يعود تاريخ اليهود في آسيا الوسطى إلى قرون، حيث عاش اليهود في بلدان مثل قيرغيزستان وكازاخستان ومنغوليا وأوزبكستان وطاجيكستان.

## كازاخستان
هجرالأمين العام جوزيف ستالين آلاف اليهود من أجزاء أخرى من الاتحاد السوفيتي إلى جمهورية كازاخستان الاشتراكية السوفياتية. خلال الهولوكوست، حيث فر 8000 يهودي إلى كازاخستان.
ازداد عدد السكان اليهود في كازاخستان بسرعة بين عامي 1926 و1959، حيث زاد عددهم بنحو ثمانية أضعاف في عام 1959 عما كان عليه في عام 1926. ثم انخفض عدد السكان اليهود في كازاخستان ببطء بين عامي 1959 و1989، تلاه انخفاض أكبر بكثير بعد سقوط الشيوعية بين عامي 1989 و2002 بسبب الهجرة اليهودية الجماعية، ومعظمها إلى إسرائيل.

## قيرغيزستان
حتى القرن العشرين، كان معظم اليهود الذين يعيشون في مناطق قرغيزستان من الطائفة اليهودية البخارية. ومع ذلك، خلال القرن العشرين، بدأت أعداد كبيرة من يهود أوروبا بالهجرة إلى قيرغيزستان التي كانت آنذاك جزءًا من الاتحاد السوفيتي، ولا يزال عدد قليل منهم يعيش في ذلك البلد.
وفقًا لإحصاء أُجري في عام 1896، كان اليهود يمثلون حوالي 2٪ من إجمالي سكان المنطقة. وصل اليهود الأشكناز لأول مرة إلى قيرغيزستان إثرغزو الروس لها. بعد الحرب العالمية الأولى، جاء المزيد والمزيد من اليهود الأشكناز إلى قيرغيزستان. خلال الحرب العالمية الثانية، فر أكثر من 20 ألف يهودي أشكنازي إلى قيرغيزستان من الأجزاء الغربية من الاتحاد السوفيتي التي احتلها النازيون. بعد الحرب العالمية الثانية، بدأت نسبة السكان اليهود في الانخفاض وفي أوائل عام 2001 كان اليهود يمثلون 0.03٪ فقط من إجمالي السكان.

## منغوليا
يعود تاريخ اليهود المنغوليين إلى طرق التجارة في القرن التاسع عشر بين التجار السيبيريين اليهود والمنغوليين. أدى ذلك إلى دخول بعض العائلات اليهودية إلى منغوليا. قبل عام 1920، كان معظم اليهود الذين وصلوا إلى منغوليا من أصول روسية وفروا من فوضى الحرب الأهلية الروسية.
غادرعدد من اليهود البلد بحثا عن فرص أفضل للمعيشه والتجارة. بعضهم غادر إلى أسرائيل التي كانت لديها أتفاق لمنح التأشيرة مع منغوليا.

## طاجيكستان
لليهود واليهودية في طاجيكستان تاريخ طويل ومتنوع. وصل اليهود لأول مرة إلى الجزء الشرقي من إمارة بخارى ، في ما يعرف اليوم بطاجيكستان، في القرن الثاني قبل الميلاد. بعد وصول الشيوعيين إلى السلطة قاموا بتقسيم الدولة إلى جمهوريات، بما في ذلك طاجيكستان، التي تشكلت لأول مرة كجمهورية تتمتع بالحكم الذاتي داخل أوزبكستان في عام 1924، وفي عام 1929 أصبحت جمهورية كاملة. في محاولة لتطوير طاجيكستان، شجعت السلطات السوفيتية الهجرة، بما في ذلك آلاف اليهود، من أوزبكستان المجاورة. استقر معظم اليهود في دوشانبي، عاصمة طاجيكستان، حيث افتتحوا كنيس دوشانبي . خلال الحرب العالمية الثانية، هاجرت موجة ثانية من اليهود الأشكناز إلى طاجيكستان.

## تركمانستان
لليهود واليهودية في تركمانستان تاريخ يعود إلى أواخر ثلاثينيات القرن التاسع عشر عندما استقر اليهود الفارسيون، الفارين من الاضطهاد في إيران، في ماري، ولوتن، وبارامالي. كان مجتمعا معزولا عن المدن الكبرى ووسائل النقل وأنظمة الاتصالات. خلال الثمانينيات، بلغ عدد السكان ذروته حيث وصل إلى حوالي 2500.

## أوزبكستان
لليهود الأوزبكيين مجتمعان متميزان؛ الجالية اليهودية البخارية الأكثر تديناً وتقليدية هم طائفة يهود بخارى. والأكثر تقدمية، طائفة الأشكينازالقادمه من أوروبا. كان هناك 94900 يهودي في أوزبكستان في عام 1989. معظم اليهود الأوزبكيين هم الآن أشكناز بسبب هجرة يهود بخارى إلى إسرائيل والولايات المتحدة.
تضاعف عدد السكان اليهود في أوزبكستان (المعروفة آنذاك باسم جمهورية أوزبكستان الاشتراكية السوفياتية) ثلاث مرات تقريبًا بين عامي 1926 و1970، ثم انخفض ببطء بين عامي 1970 و1989، تلاه انخفاض سريع جدًا منذ عام 1989، عندما بدأ انهيار الشيوعية في الحدوث. بين عامي 1989 و2002، غادر أكثر من تسعين في المائة من السكان اليهود في أوزبكستان أوزبكستان وانتقلوا إلى بلدان أخرى، معظمهم إلى إسرائيل.

## روابط خارجية
- مراكز Chabad-Lubavitch في أوزبكستان
- أوزبكستان اليهودية
- جولة افتراضية يهودية - منغوليا
- حاباد لوبافيتش في كازاخستان.
- سفارة إسرائيل في كازاخستان
- جمعية نادي ميتزفه. نسخة محفوظة 1 فبراير 2015 على موقع واي باك مشين.